# Hrabiowie Edessy

Herb rodu Courtenay'ów

## Dynastia z Boulogne
- Baldwin I z Bouillon (1098-1100)

## Dynastia z Bourg
- Baldwin II z Le Bourg (1100-1118)
  - Tankred regent (1104-1108)

## Dynastia z Courtena y
- Joscelin I z Courtenay (1118-1131)
- Joscelin II z Courtenay (1131-1159) (zm. 1159)
- Joscelin III (1159-1200), tytularny i zarazem ostatni hrabia Edessy